# Historias de la televisión
Historias de la televisión es una película española dirigida por José Luis Sáenz de Heredia en 1965.

## Argumento
Inspirada en la película del mismo director Historias de la radio, aunque sin alcanzar su grado de calidad, narra las peripecias de Felipe y Katy. Felipe (Tony Leblanc) es el hijo del guardia de un zoológico y perpetuo concursante televisivo. Katy (Conchita Velasco) quiere triunfar en el mundo de la música, pero antes debe darse a conocer y alcanzar la popularidad. Ambos se verán enfrentados en un concurso de la tele.
En la película puede oírse la famosísima canción La chica ye ye, escrita para Luis Aguilé e interpretada por Conchita Velasco.